# Denominação Comum em Português
Esta tabela compara a Denominação Comum em Português com a Denominação Comum Internacional dos princípios ativos dos fármacos.

## A
| Denominação Comum em Português (DCPt) | Denominação Comum Internacional     |
| ------------------------------------- | ----------------------------------- |
| Abacavir                              | Abacavir                            |
| Abciximab                             | Abciximab                           |
| Acamprosato                           | Acamprosate                         |
| Acarbose                              | Acarbose                            |
| Acebutolol                            | Acebutolol                          |
| Aceclidina                            | Aceclidine                          |
| Aceclofenac                           | Aceclofenac                         |
| Aceﬁlinato de ambroxol                | Ambroxol acefyllinate               |
| Acemetacina                           | Acemetacin                          |
| Acenocumarol                          | Acenocoumarol                       |
| Aceponato de hidrocortisona           | Hydrocortisone aceponate            |
| Aceponato de metilprednisolona        | Methylprednisolone aceponate        |
| Acetato de glatirâmero                | Glatiramer acetate                  |
| Acetato de potássio                   | Potassium acetate                   |
| Acetato de sódio                      | Sodium acetate                      |
| Acetato de zinco                      | Zinc acetate                        |
| Acetazolamida                         | Acetazolamide                       |
| Acetilaminossuccinato bipotássico     | Bipotasssium acetylaminosuccinate   |
| Acetilcarnitina                       | Acetylcarnitine                     |
| Acetilcisteína                        | Acetylcysteine                      |
| Acetilsalicilato de lisina            | Lysine acetylsalicylate             |
| Acetonido de fluocinolona             | Fluocinolone acetonide              |
| Acexamato de zinco                    | Zinc acexamate                      |
| Aciclovir                             | Aciclovir                           |
| Ácido acetilsalicílico                | Acetylsalicylic acid                |
| Ácido acexâmico                       | Acexamic acid                       |
| Ácido alendrónico                     | Alendronic acid                     |
| Ácido aminobutírico                   | Aminobutyric acid                   |
| Ácido aminocapróico                   | Aminocaproic acid                   |
| Ácido ascórbico                       | Ascorbic acid                       |
| Ácido asiático                        | Asiatic acid                        |
| Ácido azelaico                        | Azelaic acid                        |
| Ácido bórico                          | Boric acid                          |
| Ácido carglúmico                      | Carglumic acid                      |
| Ácido clodrónico                      | Clodronic acid                      |
| Ácido cromoglícico                    | Cromoglicic acid                    |
| Ácido dimecrótico                     | Dimecrotic acid                     |
| Ácido espaglúmico                     | Spaglumic acid                      |
| Ácido etidrónico                      | Etidronic acid                      |
| Ácido fólico                          | Folic acid                          |
| Ácido folínico                        | Folinic acid                        |
| Ácido fusídico                        | Fusidic acid                        |
| Ácido gadopentético                   | Gadopentetic acid                   |
| Ácido gadoxético                      | Gadoxetic acid                      |
| Ácido glutâmico                       | Glutamic acid                       |
| Ácido hialurónico                     | Hyaluronic acid                     |
| Ácido ibandrónico                     | Ibandronic acid                     |
| Ácido ioxitalâmico                    | Ioxitalamic acid                    |
| Ácido isospaglúmico                   | Isospaglumic acid                   |
| Ácido láctico                         | Lactic acid                         |
| Ácido lipoico                         | Lipoic acid                         |
| Ácido medrónico                       | Medronic acid                       |
| Ácido mefenâmico                      | Mefenamic acid                      |
| Ácido micofenólico                    | Mycophenolic acid                   |
| Ácido nalidíxico                      | Nalidixic acid                      |
| Ácido nicotínico                      | Nicotinic acid                      |
| Ácido niflúmico                       | Niflumic acid                       |
| Ácido pipemídico                      | Pipemidic acid                      |
| Ácido quenodesoxicólico               | Chenodeoxycholic acid               |
| Ácido salicílico                      | Salicylic acid                      |
| Ácido tiaprofénico                    | Tiaprofenic acid                    |
| Ácido tiludrónico                     | Tiludronic acid                     |
| Ácido tranexâmico                     | Tranexamic acid                     |
| Ácido tricloroacético                 | Trichloracetic acid                 |
| Ácido ursodesoxicólico                | Ursodeoxycholic acid                |
| Ácido valpróico                       | Valproic acid                       |
| Ácido zoledrónico                     | Zoledronic acid                     |
| Acipimox                              | Acipimox                            |
| Acitretina                            | Acitretin                           |
| Acrivastina                           | Acrivastine                         |
| Adalimumab                            | Adalimumab                          |
| Adapaleno                             | Adapalene                           |
| Adefovir                              | Adefovir                            |
| Adenosina                             | Adenosine                           |
| Adifenina                             | Adiphenine                          |
| Adrenalina                            | Adrenaline                          |
| Agalsidase alfa                       | Agalsidase alfa                     |
| Água para preparações injectáveis     | Water for injectable preparations   |
| Água purificada                       | Water purified                      |
| Alanina                               | Alanine                             |
| Albendazol                            | Albendazole                         |
| Albumina humana                       | Albumin human                       |
| Alcachofra                            | Artichoke                           |
| Alcatrão mineral                      | Coal tar                            |
| Alclometasona                         | Alclometasone                       |
| Álcool polivinílico                   | Polyvinyl alcohol                   |
| Aldesleucina                          | Aldesleukin                         |
| Alemtuzumab                           | Alemtuzumab                         |
| Alfacalcidol                          | Alfacalcidol                        |
| Alfatocoferol                         | Alpha tocoferol                     |
| Alfentanilo                           | Alfentanil                          |
| Alfuzosina                            | Alfuzosin                           |
| Alitretinoína                         | Alitretinoin                        |
| Alizaprida                            | Alizapride                          |
| Almitrina                             | Almitrine                           |
| Almotriptano                          | Almotriptan                         |
| Alopurinol                            | Allopurinol                         |
| Alprazolam                            | Alprazolam                          |
| Alprostadilo                          | Alprostadil                         |
| Alteplase                             | Alteplase                           |
| Amantadina                            | Amantadine                          |
| Ambroxol                              | Ambroxol                            |
| Amfebutamona                          | Amfebutamone                        |
| Amicacina                             | Amikacin                            |
| Amidotrizoato de meglumina            | Meglumine amidotrizoate             |
| Amifostina                            | Amifostine                          |
| Amilase                               | Amylase                             |
| Aminaftona                            | Aminaphtone                         |
| Aminofilina                           | Aminophylline                       |
| Aminoglutetimida                      | Aminoglutethimide                   |
| Aminolevulinato de hexilo             | Hexaminolevulinate                  |
| Aminolevulinato de metilo             | Methyl aminolevulinate              |
| Amiodarona                            | Amiodarone                          |
| Amissulprida                          | Amisulpride                         |
| Amitriptilina                         | Amitriptyline                       |
| Amlodipina                            | Amlodipine                          |
| Amobarbital                           | Amobarbital                         |
| Amorolfina                            | Amorolfine                          |
| Amoxicilina                           | Amoxicillin                         |
| Ampicilina                            | Ampicillin                          |
| Amprenavir                            | Amprenavir                          |
| Amrinona                              | Amrinone                            |
| Amsacrina                             | Amsacrine                           |
| Anacinra                              | Anakinra                            |
| Anagrelida                            | Anagrelide                          |
| Anastrozol                            | Anastrozole                         |
| Anetol tritiona                       | Anethole trithione                  |
| Anfotericina B                        | Amphotericin B                      |
| Anidulafungina                        | Anidulafungin                       |
| Anistreplase                          | Anistreplase                        |
| Anticorpos antidigoxina               | Digoxin-specific antibody fragments |
| Antimoniato de meglumina              | Antimony meglumine                  |
| Antitripsina alfa-1                   | Alpha 1 antitrypsin                 |
| Antitrombina III                      | Antithrombin III                    |
| Apomorfina                            | Apomorphine                         |
| Aprepitante                           | Aprepitant                          |
| Aproclonidina                         | Apraclonidine                       |
| Aprotinina                            | Aprotinin                           |
| Arbutamina                            | Arbutamine                          |
| Arcitumomab                           | Arcitumomab                         |
| Arginina                              | Arginine                            |
| Aripiprazol                           | Aripiprazol                         |
| Arteméter                             | Artemether                          |
| Asparaginase                          | Asparaginase                        |
| Aspartato de arginina                 | Arginine aspartate                  |
| Aspartato de magnésio                 | Magnesium aspartate                 |
| Atazanavir                            | Atazanavir                          |
| Atenolol                              | Atenolol                            |
| Atorvastatina                         | Atorvastatin                        |
| Atosibano                             | Atosiban                            |
| Atovaquona                            | Atovaquone                          |
| Atropina                              | Atropine                            |
| Auranofina                            | Auranofin                           |
| Aurotiomalato de sódio                | Sodium aurothiomalate               |
| Azacitidina                           | Azacitidine                         |
| Azapropazona                          | Azapropazone                        |
| Azatadina                             | Azatadine                           |
| Azatioprina                           | Azathioprina                        |
| Azelastina                            | Azelastine                          |
| Azintamida                            | Azintamide                          |
| Azitromicina                          | Azithromycin                        |
| Aztreonam                             | Aztreonam                           |
| Azul patenteado V                     | Pantent blue V                      |

## B
| Denominação Comum em Português (DCPt) | Denominação Comum Internacional |
| ------------------------------------- | ------------------------------- |
| Bacampicilina                         | Bacampicillin                   |
| Bacilo Calmette-Guérin                | Bacillus Calmette-Guérin        |
| Bacitracina                           | Bacitracin                      |
| Baclofeno                             | Baclofen                        |
| Bambuterol                            | Bambuterol                      |
| Barnidipina                           | Barnidipine                     |
| Basiliximab                           | Basiliximab                     |
| Becanamicina                          | Bekanamycin                     |
| Becaplermina                          | Becaplermin                     |
| Beclometasona                         | Beclometasone                   |
| Beladona                              | Belladonna                      |
| Bemiparina sódica                     | Bemiparin sodium                |
| Benciclano                            | Bencyclane                      |
| Bendazac                              | Bendazac                        |
| Benfluorex                            | Benfluorex                      |
| Benfotiamina                          | Benfotiamine                    |
| Benidipina                            | Benidipine                      |
| Benzatropina                          | Benzatropine                    |
| Benzidamina                           | Benzidamine                     |
| Benzilpenicilina benzatínica          | Benzathine benzylpenicillin     |
| Benzilpenicilina potássica            | Benzylpenicillin potassium      |
| Benzilpenicilina procaínica           | Procaine benzylpenicillin       |
| Benzilpenicilina sódica               | Benzylpenicillin sodium         |
| Benzoato de benzilo                   | Benzyl benzoate                 |
| Benzoato de estradiol                 | Estradiol benzoate              |
| Benzobromarona                        | Benzbromarone                   |
| Benzocaína                            | Benzocaine                      |
| Bepridilo                             | Bepridil                        |
| Beraprost                             | Beraprost                       |
| Besilato de atracúrio                 | Atracurium besilate             |
| Besilato de cisatracúrio              | Cisatracurium besylate          |
| Betacaroteno                          | Betacarotene                    |
| Beta-histina                          | Betahistine                     |
| Betaína                               | Betaine                         |
| Betametasona                          | Betamethasone                   |
| Betaxolol                             | Betaxolol                       |
| Bevacizumab                           | Bevacizumab                     |
| Bexaroteno                            | Bexarotene                      |
| Bezafibrato                           | Bezafibrate                     |
| Bicalutamida                          | Bicalutamid                     |
| Bicarbonato de sódio                  | Sodium bicarbonate              |
| Biclotimol                            | Biclotymol                      |
| Bifonazol                             | Bifonazole                      |
| Bimatoprost                           | Bimatoprost                     |
| Biperideno                            | Biperiden                       |
| Bisacodilo                            | Bisacodyl                       |
| Bisoprolol                            | Bisoprolol                      |
| Bivalirudina                          | Bivalirudin                     |
| Bleomicina                            | Bleomycin                       |
| Bortezomib                            | Bortezomib                      |
| Bosentano                             | Bosentan                        |
| Brimonidina                           | Brimonidine                     |
| Brinzolamida                          | Brinzolamide                    |
| Brivudina                             | Brivudine                       |
| Bromazepam                            | Bromazepam                      |
| Bromelaína                            | Bromelains                      |
| Brometo de bibenzónio                 | Bibenzonium bromide             |
| Brometo de distigmina                 | Distigmine bromide              |
| Brometo de domifeno                   | Domiphen bromide                |
| Brometo de glicopirrónio              | Glycopyrronium bromide          |
| Brometo de ipratrópio                 | Ipratropium bromide             |
| Brometo de otilónio                   | Otilonium bromide               |
| Brometo de pancurónio                 | Pancuronium bromide             |
| Brometo de pinavério                  | Pinaverium bromide              |
| Brometo de piridostigmina             | Pyridostigmine bromide          |
| Brometo de rocurónio                  | Rocuronium bromide              |
| Brometo de tiotrópio                  | Tiotropium bromide              |
| Brometo de vecurónio                  | Vecuronium bromide              |
| Bromexina                             | Bromhexine                      |
| Bromocriptina                         | Bromocriptine                   |
| Bromperidol                           | Bromperidol                     |
| Brotizolam                            | Brotizolam                      |
| Brovanexina                           | Brovanexine                     |
| Buclizina                             | Buclizine                       |
| Budesonida                            | Budesonide                      |
| Bufenina                              | Buphenine                       |
| Bufexamac                             | Bufexamac                       |
| Buflomedil                            | Buflomedil                      |
| Bumetanida                            | Bumetanide                      |
| Bupivacaína                           | Bupivacaine                     |
| Buprenorfina                          | Buprenorphine                   |
| Buserrelina                           | Buserelin                       |
| Buspirona                             | Buspirone                       |
| Bussulfano                            | Bussulfan                       |
| Butamirato                            | Butamirate                      |
| Butenafina                            | Butenafine                      |
| Butilescopolamina                     | Butylscopolamine                |
| Butirato de hidrocortisona            | Hydrocortisone butyrate         |

## C
| Denominação Comum em Português (DCPt)         | Denominação Comum Internacional      |
| --------------------------------------------- | ------------------------------------ |
| Cabergolina                                   | Cabergoline                          |
| Cadexómero                                    | Cadexomer                            |
| Cafeína                                       | Caffeine                             |
| Calcifediol                                   | Calcifediol                          |
| Calcipotriol                                  | Calcipotriol                         |
| Calcitonina                                   | Calcitonin                           |
| Calcitonina de salmão sintética               | Calcitonin salmon synthetic          |
| Calcitriol                                    | Calcitriol                           |
| Canamicina                                    | Kanamycin                            |
| Candesartan                                   | Candesartan                          |
| Cânfora                                       | Camphor                              |
| Capecitabina                                  | Capecitabine                         |
| Capreomicina                                  | Capreomycin                          |
| Capsaícina                                    | Capsaicin                            |
| Captopril                                     | Captopril                            |
| Carbacol                                      | Carbachol                            |
| Carbamazepina                                 | Carbamazepine                        |
| Carbasalato de cálcico                        | Carbasalate calcium                  |
| Carbazocromo                                  | Carbazochrome                        |
| Carbenoxolona                                 | Carbenoxolone                        |
| Carbimazol                                    | Carbimazole                          |
| Carbocisteína                                 | Carbocisteine                        |
| Carbómero                                     | Carbomer                             |
| Carbonato de cálcio                           | Calcium carbonate                    |
| Carbonato de di-hidróxido de alumínio e sódio | Dihydroxyaluminum sodium carbonate   |
| Carboplatina                                  | Carboplatin                          |
| Carmelose                                     | Carmellose                           |
| Carmustina                                    | Carmustine                           |
| Carteolol                                     | Carteolol                            |
| Carvão activado                               | Charcoal activated                   |
| Carvedilol                                    | Carvedilol                           |
| Caspofungina                                  | Caspofungin                          |
| Cefaclor                                      | Cefaclor                             |
| Cefadroxil                                    | Cefadroxil                           |
| Cefalexina                                    | Cefalexin                            |
| Cefamandol                                    | Cefamandole                          |
| Cefatrizina                                   | Cefatrizine                          |
| Cefazolina                                    | Cefazolin                            |
| Cefditoreno                                   | Cefditoren                           |
| Cefedinir                                     | Cefdinir                             |
| Cefeminox                                     | Cefminox                             |
| Cefepima                                      | Cefepime                             |
| Cefepiroma                                    | Cefpirome                            |
| Cefeprozil                                    | Cefprozil                            |
| Cefetamet                                     | Cefetamet                            |
| Cefixima                                      | Cefixime                             |
| Cefodizima sódica                             | Cefodizime sodium                    |
| Cefonicida                                    | Cefonicid                            |
| Cefoperazona                                  | Cefoperazone                         |
| Cefotaxima                                    | Cefotaxime                           |
| Cefotetano                                    | Cefotetan                            |
| Cefoxitina                                    | Cefoxitin                            |
| Cefpodoxima                                   | Cefpodoxime                          |
| Cefradina                                     | Cefradine                            |
| Ceftazidima                                   | Ceftazidime                          |
| Ceftibuteno                                   | Ceftibuten                           |
| Ceftizoxima                                   | Ceftizoxime                          |
| Ceftriaxona                                   | Ceftriaxone                          |
| Cefuroxima                                    | Cefuroxime                           |
| Celecoxib                                     | Celecoxib                            |
| Celiprolol                                    | Celiprolol                           |
| Cerivastatina                                 | Cerivastatin                         |
| Ceruletida                                    | Ceruletide                           |
| Cetamina                                      | Ketamine                             |
| Cetanserina                                   | Ketanserin                           |
| Cetazolam                                     | Ketazolam                            |
| Cetirizina                                    | Cetirizine                           |
| Cetoconazol                                   | Ketoconazole                         |
| Cetoprofeno                                   | Ketoprofen                           |
| Cetorolac                                     | Ketorolac                            |
| Cetotifeno                                    | Ketotifen                            |
| Cetrimida                                     | Cetrimide                            |
| Cetrorrelix                                   | Cetrorelix                           |
| Cetuximab                                     | Cetuximab                            |
| Ciamemazina                                   | Cyamemazine                          |
| Cianocobalamina                               | Cyanocobalamin                       |
| Cianocobalamina (57Co)                        | Cyanocobalamin (57Co)                |
| Ciclandelato                                  | Cyclandelate                         |
| Ciclobenzaprina                               | Cyclobenzaprine                      |
| Ciclofosfamida                                | Cyclophosphamide                     |
| Ciclopentolato                                | Cyclopentolate                       |
| Ciclopirox olamina                            | Ciclopirox olamine                   |
| Cicloserina                                   | Cycloserine                          |
| Ciclosporina                                  | Ciclosporin                          |
| Cidofovir                                     | Cidofovir                            |
| Cilazapril                                    | Cilaprazil                           |
| Cilnidipina                                   | Cilnidipine                          |
| Cimetidina                                    | Cimetidine                           |
| Cinacalcet                                    | Cinacalcet                           |
| Cinarizina                                    | Cinnarizine                          |
| Cinchocaína                                   | Cinchocaine                          |
| Cinoxacina                                    | Cinoxacin                            |
| Ciprofibrato                                  | Ciprofibrate                         |
| Ciprofloxacina                                | Ciprofloxacin                        |
| Cipro-heptadina                               | Cyproheptadine                       |
| Ciproterona                                   | Cyproterone                          |
| Cisaprida                                     | Cisapride                            |
| Cisplatina                                    | Cisplatin                            |
| Citalopram                                    | Citalopram                           |
| Citarabina                                    | Cytarabine                           |
| Citicolina                                    | Citicoline                           |
| Citrato de gálio (67Ga)                       | Gallium citrate (67Ga)               |
| Citrato de ítrio (90Y)                        | Yitrium (90Y) citrate                |
| Citrato de orfenadrina                        | Orphenadrine citrate                 |
| Citrato de potássio                           | Potassium citrate                    |
| Citrato de sódio                              | Sodium citrate                       |
| Citrato férrico (59Fe)                        | Ferric (59Fe) citrate                |
| Citrato férrico de amónio                     | Ferric ammonium citrate              |
| Citrulina                                     | Citrulline                           |
| Cladribina                                    | Cladribine                           |
| Claritromicina                                | Clarithromycin                       |
| Cleboprida                                    | Clebopride                           |
| Clemastina                                    | Clemastine                           |
| Clenbuterol                                   | Clenbuterol                          |
| Clindamicina                                  | Clindamycin                          |
| Clioquinol                                    | Clioquinol                           |
| Clobazam                                      | Clobazam                             |
| Clobetasol                                    | Clobetasol                           |
| Clobetasona                                   | Clobetasone                          |
| Clobutinol                                    | Clobutinol                           |
| Clofarabina                                   | Clofarabine                          |
| Clofazimina                                   | Clofazimine                          |
| Clofibrato                                    | Clofibrate                           |
| Clofoctol                                     | Clofoctol                            |
| Clometiazol                                   | Clomethiazole                        |
| Clomifeno                                     | Clomifene                            |
| Clomipramina                                  | Clomipramine                         |
| Clonazepam                                    | Clonazepam                           |
| Clonidina                                     | Clonidine                            |
| Clonixina                                     | Clonixin                             |
| Cloperastina                                  | Cloperastine                         |
| Clopidogrel                                   | Clopidogrel                          |
| Clorambucilo                                  | Chlorambucil                         |
| Cloranfenicol                                 | Chloramphenicol                      |
| Clorazepato dipotássico                       | Dipotassium clorazepate              |
| Cloreto de acetilcolina                       | Acetylcholine chloride               |
| Cloreto de amónio                             | Ammonium chloride                    |
| Cloreto de benzalcónio                        | Benzalkonium chloride                |
| Cloreto de cálcio                             | Calcium chloride                     |
| Cloreto de cetilpiridínio                     | Cetylpyridinium chloride             |
| Cloreto de edrofónio                          | Edrophonium chloride                 |
| Cloreto de estrôncio (89Sr)                   | Strontium (89Sr) chloride            |
| Cloreto de etilo                              | Ethyl chloride                       |
| Cloreto de índio (111In)                      | Indium (111In) chloride              |
| Cloreto de ítrio (90Y)                        | Yitrium (90Y) chloride               |
| Cloreto de magnésio                           | Magnesium chloride                   |
| Cloreto de metacolina                         | Methacholine chloride                |
| Cloreto de metiltionina                       | Methylthioninium chloride            |
| Cloreto de mivacúrio                          | Mivacurium chloride                  |
| Cloreto de obidoxima                          | Obidoxime chloride                   |
| Cloreto de potássio                           | Potassium chloride                   |
| Cloreto de sódio                              | Sodium chloride                      |
| Cloreto de suxametónio                        | Suxamethonium chloride               |
| Cloreto de tolónio                            | Tolonium chloride                    |
| Cloreto de tróspio                            | Trospium chloride                    |
| Cloreto de zinco                              | Zinc chloride                        |
| Cloreto taloso (201Tl)                        | Thallous (201Tl) chloride            |
| Clorobutanol                                  | Chlorobutanol                        |
| Clorodiazepóxido                              | Chlordiazepoxide                     |
| Clorofenamina                                 | Chlorphenamine                       |
| Clorofenoxamina                               | Chlorphenoxamine                     |
| Cloro-hexidina                                | Chlorhexidine                        |
| Clorometina                                   | Chlormethine                         |
| Cloropromazina                                | Chlorpromazine                       |
| Cloroquina                                    | Chloroquine                          |
| Clorotalidona                                 | Chlortalidone                        |
| Clorotetraciclina                             | Chlortetracycline                    |
| Clotrimazol                                   | Clotrimazole                         |
| Cloxacilina                                   | Cloxacillin                          |
| Cloxazolam                                    | Cloxazolam                           |
| Clozapina                                     | Clozapine                            |
| Cobamamida                                    | Cobamamide                           |
| Cocarboxilase                                 | Cocarboxylase                        |
| Codeína                                       | Codeine                              |
| Codergocrina                                  | Co-dergocrine                        |
| Colagenase                                    | Colagenase                           |
| Colecalciferol                                | Cholecalciferol                      |
| Colessevelam                                  | Colesevelam                          |
| Colestipol                                    | Colestipol                           |
| Colestiramina                                 | Colestyramine                        |
| Colistimetato de sódio                        | Colistimethate sodium                |
| Colistina                                     | Colistin                             |
| Colquicina                                    | Colchicine                           |
| Complexo hidróxido férrico-polimaltose        | Ferric hydroxide polymaltose complex |
| Condroitina                                   | Chondroitin                          |
| Corticorrelina                                | Corticorelin                         |
| Cortisona                                     | Cortisone                            |
| Creatinolfosfato                              | Creatinolfosfate                     |
| Crípton (85Kr)                                | Krypton (85Kr)                       |
| Crisantaspase                                 | Crisantaspase                        |
| Cromato (51 Cr) de sódio                      | Sodium chromate (51Cr)               |
| Crotamiton                                    | Crotamiton                           |

## D
| Denominação Comum em Português (DCPt) | Denominação Comum Internacional |
| ------------------------------------- | ------------------------------- |
| Dacarbazina                           | Dacarbazine                     |
| Daclizumab                            | Daclizumab                      |
| Dactinomicina                         | Dactinomycin                    |
| Dalteparina sódica                    | Dalteparin sodium               |
| Danaparóide sódico                    | Danaparoid sodium               |
| Danazol                               | Danazol                         |
| Dantroleno                            | Dantrolene                      |
| Dapsona                               | Dapsone                         |
| Darbepoetina alfa                     | Darbepoetin alfa                |
| Darifenacina                          | Darifenacin                     |
| Daunorrubicina                        | Daunorubicin                    |
| Deanol                                | Deanol                          |
| Decitabina                            | Decitabine                      |
| Deferriprona                          | Deferiprone                     |
| Deflazacorte                          | Deflazacort                     |
| Delorazepam                           | Delorazepam                     |
| Desferroxamina                        | Deferoxamine                    |
| Desfluorano                           | Desflurane                      |
| Desirudina                            | Desirudin                       |
| Desloratadina                         | Desloratadine                   |
| Desmopressina                         | Desmopressin                    |
| Desogestrel                           | Desogestrel                     |
| Desonida                              | Desonide                        |
| Desoxirribonuclease                   | Desoxirybonuclease              |
| Dexametasona                          | Dexamethasone                   |
| Dexbromofeniramina                    | Dexbrompheniramine              |
| Dexcetoprofeno                        | Dexketoprofen                   |
| Dexclorofeniramina                    | Dexchlorpheniramine             |
| Dexibuprofeno                         | Dexibuprofen                    |
| Dexmedetomidina                       | Dexmedetomidine                 |
| Dexpantenol                           | Dexphantenol                    |
| Dexrazoxano                           | Dexrazoxane                     |
| Dextrano                              | Dextran                         |
| Dextranómero                          | Dextranomer                     |
| Dextrometorfano                       | Dextromethorphan                |
| Dextropropoxifeno                     | Dextropropoxyphene              |
| Diacereína                            | Diacerein                       |
| Diazepam                              | Diazepam                        |
| Diazóxido                             | Diazoxide                       |
| Dibotermina alfa                      | Dibotermin alfa                 |
| Dibunato de sódio                     | Sodium dibunate                 |
| Dicicloverina                         | Dicycloverine                   |
| Diclofenac                            | Diclofenac                      |
| Dicloxacilina                         | Dicloxacillin                   |
| Didanosina                            | Didanosine                      |
| Didrogesterona                        | Dydrogesterone                  |
| Dienestrol                            | Dienestrol                      |
| Dietilamina                           | Diethylamine                    |
| Difenidramina                         | Diphenhydramine                 |
| Diflunisal                            | Diflunisal                      |
| Difluocortolona                       | Diflucortolone                  |
| Diftitox denileucina                  | Denileukin diftitox             |
| Digoxina                              | Digoxin                         |
| Di-hexazina                           | Dihexazine                      |
| Di-hidralazina                        | Dihydralazine                   |
| Di-hidrocodeína                       | Dihydrocodeine                  |
| Diltiazem                             | Diltiazem                       |
| Dimenidrinato                         | Dimenhydrinate                  |
| Dimercaprol                           | Dimercaprol                     |
| Dimeticone                            | Dimeticone                      |
| Dimetilsulfóxido                      | Dimethyl sulfoxide              |
| Dimetindeno                           | Dimetindene                     |
| Dinitrato de isossorbida              | Isosorbide dinitrate            |
| Dinoprostona                          | Dinoprostone                    |
| Diosmina                              | Diosmin                         |
| Dipiridamol                           | Dipyridamole                    |
| Dipivefrina                           | Dipivefrine                     |
| Diprofilina                           | Diprophylline                   |
| Diritromicina                         | Dirithromycin                   |
| Disopiramida                          | Disopyramide                    |
| Dissulfiram                           | Dissulfiram                     |
| Ditazol                               | Ditazole                        |
| Ditranol                              | Dithranol                       |
| Dobesilato de cálcio                  | Calcium dobesilate              |
| Dobutamina                            | Dobutamine                      |
| Docetaxel                             | Docetaxel                       |
| Docosanol                             | Docosanol                       |
| Docusato de sódio                     | Docusate sodium                 |
| Dofetilida                            | Dofetilide                      |
| Domperidona                           | Domperidone                     |
| Donepezilo                            | Donepezil                       |
| Dopamina                              | Dopamine                        |
| Dorzolamida                           | Dorzolamide                     |
| Dosmalfato                            | Dosmalfate                      |
| Dossulepina                           | Dosulepin                       |
| Doxazosina                            | Doxazosin                       |
| Doxepina                              | Doxepin                         |
| Doxiciclina                           | Doxycycline                     |
| Doxilamina                            | Doxylamine                      |
| Doxorrubicina                         | Doxorrubicin                    |
| Dronabinol                            | Dronabinol                      |
| Droperidol                            | Droperidol                      |
| Dropropizina                          | Dropropizine                    |
| Drotrecogina alfa                     | Drotrecogin alpha               |
| Duloxetina                            | Duloxetine                      |
| Dutasterida                           | Dutasteride                     |

## E
| Denominação Comum em Português (DCPt)    | Denominação Comum Internacional   |
| ---------------------------------------- | --------------------------------- |
| Ebastina                                 | Ebastine                          |
| Eberconazol                              | Eberconazole                      |
| Econazol                                 | Econazole                         |
| Edetato de cálcio e sódio                | Sodium calcium edetate            |
| Edetato de crómio (51Cr)                 | Chromium (51Cr) edetate           |
| Edetato de dicobalto                     | Dicobalt edetate                  |
| Efalizumab                               | Efalizumab                        |
| Efaproxiral                              | Efaproxiral                       |
| Efavirenz                                | Efavirenz                         |
| Efedrina                                 | Ephedrine                         |
| Efluornitina                             | Eflornithine                      |
| Eletriptano                              | Eletriptan                        |
| Emedastina                               | Emedastine                        |
| Emtricitabina                            | Emtricitabine                     |
| Enalapril                                | Enalapril                         |
| Enalaprilato                             | Enalaprilat                       |
| Enfluorano                               | Enflurane                         |
| Enfuvirtida                              | Enfuvirtide                       |
| Enoxacina                                | Enoxacin                          |
| Enoxaparina sódica                       | Enoxaparin sodium                 |
| Entacapona                               | Entacapone                        |
| Entecavir                                | Entecavir                         |
| Enxofre                                  | Sulfur                            |
| Epinastina                               | Epinastine                        |
| Epirrubicina                             | Epirubicin                        |
| Eplerenona                               | Eplerenone                        |
| Epoetina alfa                            | Epoetin alfa                      |
| Epoetina beta                            | Epoetin beta                      |
| Epoetina delta                           | Epoetin delta                     |
| Epoprostenol                             | Epoprostenol                      |
| Eprosartan                               | Eprosartan                        |
| Eptacog alfa                             | Eptacog alfa                      |
| Eptifibatida                             | Eptifibatide                      |
| Erdosteína                               | Erdosteine                        |
| Ergocalciferol                           | Ergocalciferol                    |
| Eritromicina                             | Erythromycin                      |
| Erlotinib                                | Erlotinib                         |
| Ertapenem                                | Ertapenem                         |
| Escina                                   | Escin                             |
| Escitalopram                             | Escitalopram                      |
| Esmectite                                | Smectite                          |
| Esmolol                                  | Esmolol                           |
| Esomeprazol                              | Esomeprazol                       |
| Esparfloxacina                           | Sparfloxacin                      |
| Espectinomicina                          | Spectinomycin                     |
| Espiramicina                             | Spiramycin                        |
| Espirapril                               | Spirapril                         |
| Espironolactona                          | Espironolactone                   |
| Estavudina                               | Stavudine                         |
| Estazolam                                | Estazolam                         |
| Esteaglato de prednisolona               | Prednisolone steaglate            |
| Éster etílico do ácido eicosapentaenóico | Eicosapentaenoic acid ethyl ester |
| Ésteres de ácidos gordos iodados         | Fatty acid esthers iodated        |
| Ésteres etílicos 90 do ácido omega-3     | Omega-3 90 acid ethyl ester       |
| Estradiol                                | Estradiol                         |
| Estramustina                             | Estramustine                      |
| Estreptomicina                           | Streptomycin                      |
| Estreptoquinase                          | Streptokinase                     |
| Estreptozocina                           | Streptozocin                      |
| Estriol                                  | Estriol                           |
| Estrogénios conjugados                   | Conjugated oestrogens             |
| Etambutol                                | Ethambutol                        |
| Etamsilato                               | Etamsilate                        |
| Etanercept                               | Etanercept                        |
| Etanol                                   | Ethanol                           |
| Etilefrina                               | Etilefrine                        |
| Etinilestradiol                          | Ethinylestradiol                  |
| Etionamida                               | Ethionamide                       |
| Etodolac                                 | Etodolac                          |
| Etofenamato                              | Etofenamate                       |
| Etofibrato                               | Etofibrate                        |
| Etomidato                                | Etomidate                         |
| Etonogestrel                             | Etonogestrel                      |
| Etoposido                                | Etoposide                         |
| Etoricoxib                               | Etoricoxib                        |
| Etossuximida                             | Ethosuximide                      |
| Everolímus                               | Everolimus                        |
| Exametazima                              | Exametazime                       |
| Exemestano                               | Exemestane                        |
| Ezetimiba                                | Ezetimibe                         |

## F
| Denominação Comum em Português (DCPt)   | Denominação Comum Internacional |
| --------------------------------------- | ------------------------------- |
| Factor de Von Willebrand humano         | Von Willebrand factor human     |
| Factor IX humano da coagulação humana   | Coagulation factor IX           |
| Factor VIII humano da coagulação humana | Coagulation factor VIII         |
| Famciclovir                             | Famciclovir                     |
| Famotidina                              | Famotidine                      |
| Febuprol                                | Febuprol                        |
| Felbamato                               | Felbamate                       |
| Felbinac                                | Felbinac                        |
| Felodipina                              | Felodipine                      |
| Fenbufeno                               | Fenbufen                        |
| Fendilina                               | Fendiline                       |
| Fenformina                              | Phenformin                      |
| Fenilbutazona                           | Phenylbutazone                  |
| Fenilbutirato de sódio                  | Sodium phenylbutyrate           |
| Fenilefrina                             | Phenylephrine                   |
| Fenipentol                              | Fenipentol                      |
| Fenitoína                               | Phenytoin                       |
| Fenobarbital                            | Phenobarbital                   |
| Fenofibrato                             | Fenofibrate                     |
| Fenoprofeno                             | Fenoprofen                      |
| Fenoterol                               | Fenoterol                       |
| Fenoxazolina                            | Fenoxazoline                    |
| Fenoxibenzamina                         | Phenoxybenzamine                |
| Fenoximetilpenicilina                   | Phenoxymethylpenicillin         |
| Fenspirida                              | Fenspiride                      |
| Fentanilo                               | Fentanyl                        |
| Fentiazac                               | Fentiazac                       |
| Fenticonazol                            | Fenticonazole                   |
| Fentolamina                             | Phentolamine                    |
| Ferritina                               | Ferritin                        |
| Ferromóxidos                            | Ferumoxides                     |
| Ferromoxsil                             | Ferumoxsil                      |
| Ferucarbotrano                          | Ferucarbotran                   |
| Fexofenadina                            | Fexofenadin                     |
| Fibrinogénio humano                     | Human fibrinogen                |
| Filgrastim                              | Filgrastim                      |
| Finasterida                             | Finasteride                     |
| Fisostigmina                            | Physostigmine                   |
| Fitomenadiona                           | Phytomenadione                  |
| Flavoxato                               | Flavoxate                       |
| Flecainida                              | Flecainide                      |
| Fleroxacina                             | Fleroxacin                      |
| Flubendazol                             | Flubendazole                    |
| Flucitosina                             | Flucytosine                     |
| Flucloxacilina                          | Flucloxacillin                  |
| Fluconazol                              | Fluconazole                     |
| Fludarabina                             | Fludarabine                     |
| Fludrocortisona                         | Fludrocortisone                 |
| Flufenazina                             | Fluphenazine                    |
| Flumazenilo                             | Flumazenil                      |
| Flumetasona                             | Flumetasone                     |
| Flunarizina                             | Flunarizine                     |
| Flunisolida                             | Flunisolide                     |
| Flunitrazepam                           | Flunitrazepam                   |
| Fluocinonida                            | Fluocinonide                    |
| Fluodesoxiglucose (18 F)                | Fludeoxyglucose (18 F)          |
| Fluoresceína                            | Fluoresceine                    |
| Fluoreto de sódio                       | Sodium fluoride                 |
| Fluorometolona                          | Fluorometholone                 |
| Fluorouracilo                           | Fluorouracil                    |
| Fluoxetina                              | Fluoxetine                      |
| Flupentixol                             | Flupentixol                     |
| Flupirtina                              | Flupirtine                      |
| Fluprednideno                           | Fluprednidene                   |
| Flurazepam                              | Flurazepam                      |
| Flurbiprofeno                           | Flurbiprofen                    |
| Fluspirileno                            | Fluspirilene                    |
| Flutamida                               | Flutamide                       |
| Fluticasona                             | Fluticasone                     |
| Flutrimazol                             | Flutrimazole                    |
| Fluvastatina                            | Fluvastatin                     |
| Fluvoxamina                             | Fluvoxamine                     |
| Folinato de cálcio                      | Calcium folinate                |
| Folitropina alfa                        | Follitropin alfa                |
| Folitropina beta                        | Follitropin beta                |
| Fomivirseno                             | Fomivirsen                      |
| Fondaparinux sódico                     | Fondaparinux sodium             |
| Formaldeído                             | Formaldehyde                    |
| Formestano                              | Formestane                      |
| Formoterol                              | Formoterol                      |
| Fosamprenavir                           | Fosamprenavir                   |
| Foscarneto sódico                       | Foscarnet sodium                |
| Fosfato (32P) de sódio                  | Sodium phosphate (32P)          |
| Fosfato de alumínio                     | Aluminium phosphate             |
| Fosfato dipotássico                     | Dipotassium phosphate           |
| Fosfato dissódico                       | Disodium phosphate              |
| Fosfato dissódico de glucose            | Glucose phosphate disodium      |
| Fosfato monopotássico                   | Monopotassium phosphate         |
| Fosfato monossódico                     | Monosodium phosphate            |
| Fosfenitoína                            | Phosphenytoin                   |
| Fosfestrol                              | Fosfestrol                      |
| Fosfomicina                             | Fosfomycin                      |
| Fosinopril                              | Fosinopril                      |
| Fotemustina                             | Fotemustine                     |
| Frovatriptano                           | Frovatriptan                    |
| Frutose                                 | Fructose                        |
| Ftalilsulfatiazol                       | Phthalylsulfathiazole           |
| Fulvestrante                            | Fulvestrant                     |
| Fumarato ferroso                        | Ferrous fumarate                |
| Furosemida                              | Furosemide                      |
| Fusafungina                             | Fusafungine                     |
| Fusidato de sódio                       | Fusidate sodium                 |